# ایکتیس

ایکتیس به عنوان نماد مسیحیت.

ایکتیس (به یونانی: ɪkθəs) یا به یونانی کوینه (ἰχθύς) به معنی ماهی، نمادی شامل دو کمان متقاطع است که دو کمان در تقاطع سمت راست از هم عبور می‌کنند و یادآور تصویر یک ماهی است. این نماد در دوران مسیحیت اولیه به عنوان یک نماد سرّی در میان مسیحیان کاربرد داشت. امروزه به این تصویر، نشان ماهی یا ماهی مسیح می‌گویند.

## ریشه

### پیش از مسیح
یونانیان، رومی‌ها و بسیاری از چندخدایان پیش از مسیحیت از نماد ماهی استفاده می‌کردند. در باورهای چندخدایان، ایکتیس، فرزند ایزدبانوی دریا، آتارگاتیس است و در اسطوره‌های گوناگون با نام‌های تیرگاتا، آفرودیته، پلاگیا یا دِلفین شناخته می‌شود. واژه‌های یاد شده در برخی زبان‌ها به معنی «رَحِم» و در برخی به معنی «دُلفین» است. پیش از مسیحیت نماد ماهی برای چندخدایان به عنوان الهه مادر و «رَحِم» کاربرد داشت. سلت‌ها و چندخدایان شمال اروپا بر این باور بودند که این نماد با «رَحِم»، زایایی و نیروی طبیعی زنان مرتبط است. در برخی باورهای غیرمسیحی، ماهی نماد تناسخ و نیروی زندگی است.

### پس از مسیح
در انجیل چندین بار به ماهی اشاره شده است همچنین چندین تن از حواریون مسیح، ماهیگیر بودند.
در انجیل عیسی مسیح بارها معجزاتی انجام داد که از جمل آن پنج نان و دو ماهی بود.
در ماجرای سیر کردن پنج هزار تن، پسری با «پنج قرص نان و دو ماهی» نزد عیسی مسیح می‌آید. پرسیده می‌شود «این چیست در مقابل این همه» و عیسی قرص نان و ماهی را چندین برابر می‌کند.

### در کلیسا

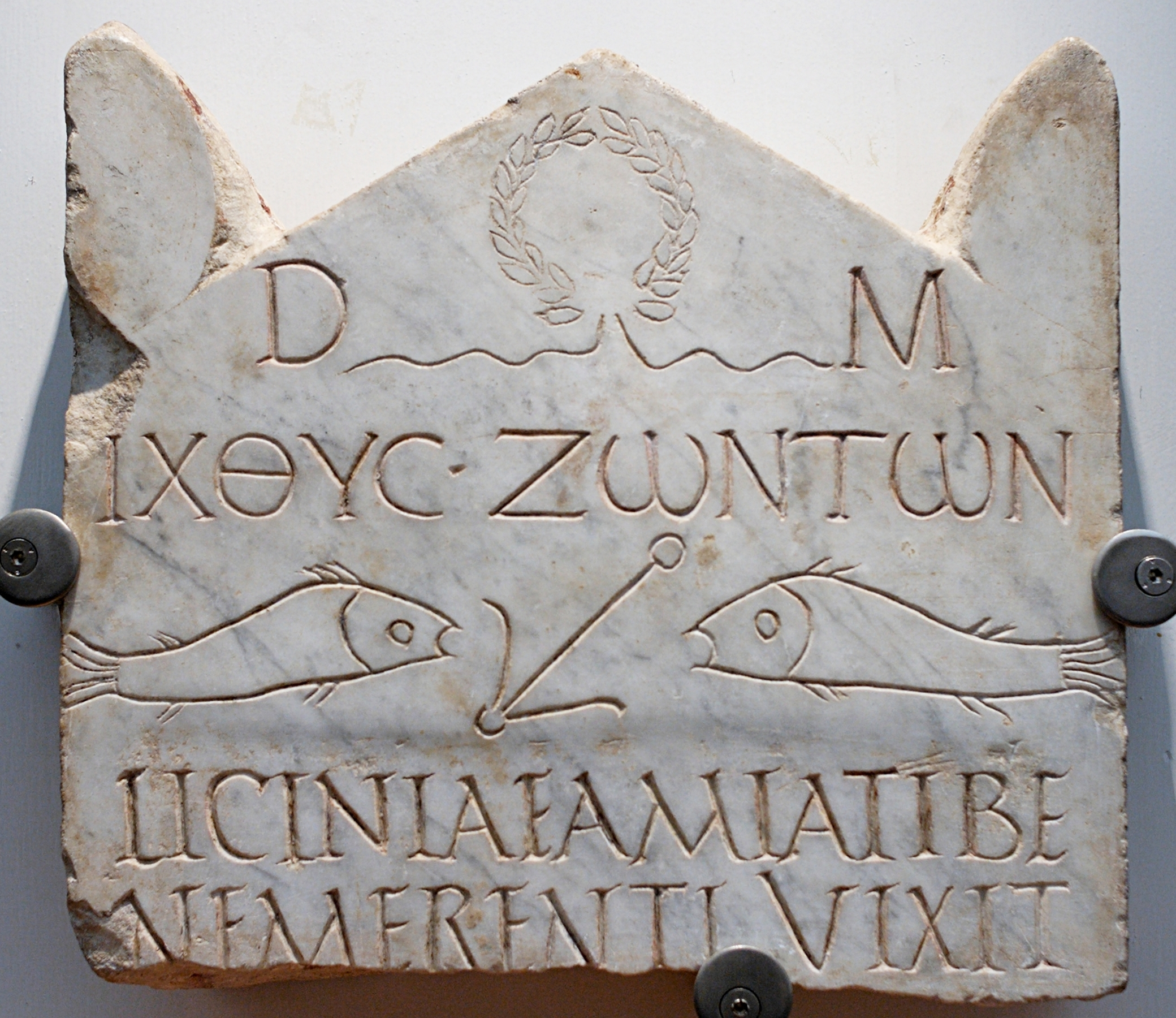
سنگ یادبود با امضای ΙΧΘΥC ΖΩΝΤΩΝ («ماهی زنده‌ها»)، اوایل سدهٔ سوم میلادی، موزه ملی روم.

بر پایهٔ سنت‌ها، مسیحیان نخستین در دوران شکنجه و تهدید پادشاهی روم، در چند سدهٔ نخست پس از عیسی، از نماد ماهی برای نشان کردن مکان جلسات و گورها یا متفاوت کردن دوست از دشمن، استفاده می‌کردند:
برپایهٔ داستان‌های گذشته، اگر یک مسیحی یک غریبه در راه می‌دید، گاهی فرد مسیحی یک کمان (ماهی ساده شده) بر روی خاک می‌کشید اگر غریبه مسیحی بود کمان دیگر را می‌کشید و ماهی را کامل می‌کرد و آن دو می‌فهمیدند که هم کیش اند. استفادهٔ امروزی از نماد و مهر ماهی به آن دوران بازمی‌گردد.— مسیحیت امروز، الشا کافمن، «از کارشناس بپرس»